# Fratelli Alinari

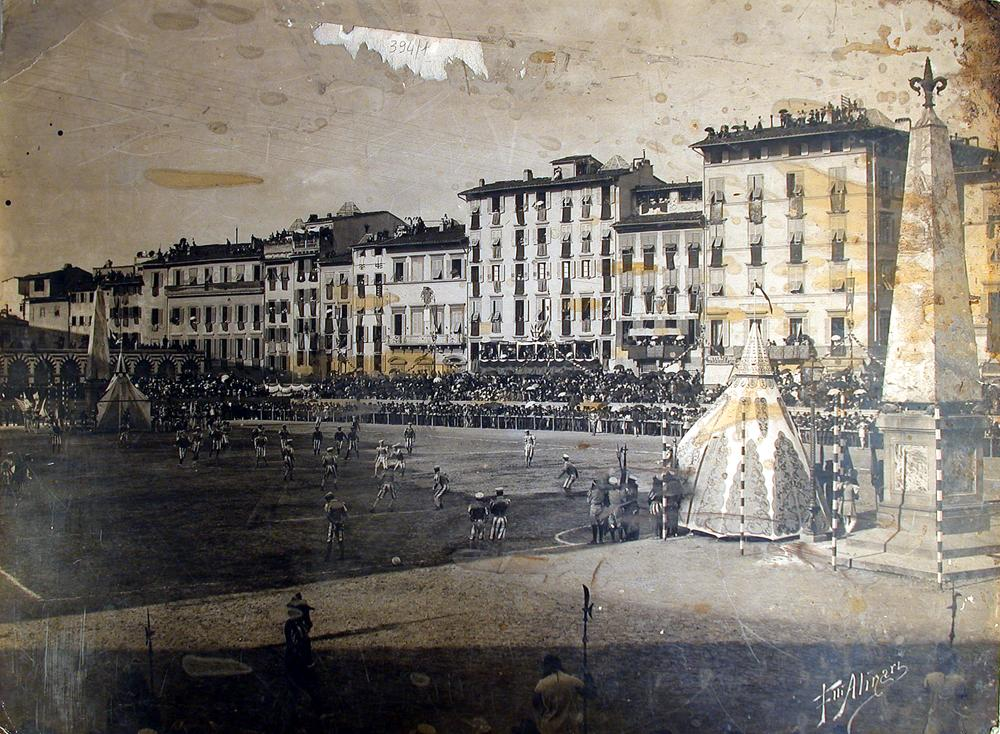
Fratelli Alinari: Fotbalový zápas Calcio in costume, Florencie, 1902

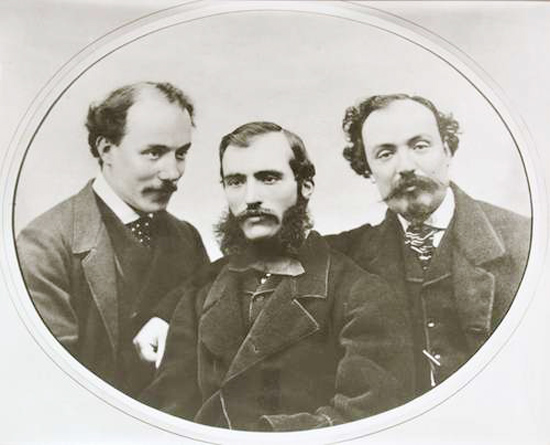
Bratři Alinariové, asi 1865

Fratelli Alinari (Bratři Alinariové, dnes Alinari 24 ORE) je nejstarší fotografická firma na světě založená v italské Florencii v roce 1852. Vlastnili ji tři bratři – Leopoldo (1832–1865), Romualdo (1830–1890) a Giuseppe (1836–1890) Alinariové. Její archiv existuje dodnes a obsahuje 5,5 milionu fotografií od daguerreotypií až po moderní digitální fotografie z celého světa.

## Založení
V roce 1852 Leopoldo Alinari se svými bratry Romualdem a Giuseppem založili fotografické studio se specializací na portréty, fotografie uměleckých děl a historických památek.

## Dnes
V současné době se společnost, stále existující ve Florencii, specializuje na současné profesionální technologie. V roce 2001 firma Alinari vytvořila digitální archiv, který obsahuje více než 200 000 snímků. Celý soubor včetně dědictví čítá více než 5 500 000 fotografií od historických technik až po současné, vintage printy, skleněné negativní desky, filmy, barevné materiály a další.
Alinari je vydavatelem fotografických knih, poskytuje speciální služby při fotografických výstavách, vlastní stálou výstavu materiálů o historii fotografie a vzdělávání, spolupracuje po odborné stránce se studenty a osobami se zdravotním postižením. Stále dokáže používat tradiční techniku světlotisku.

## Galerie

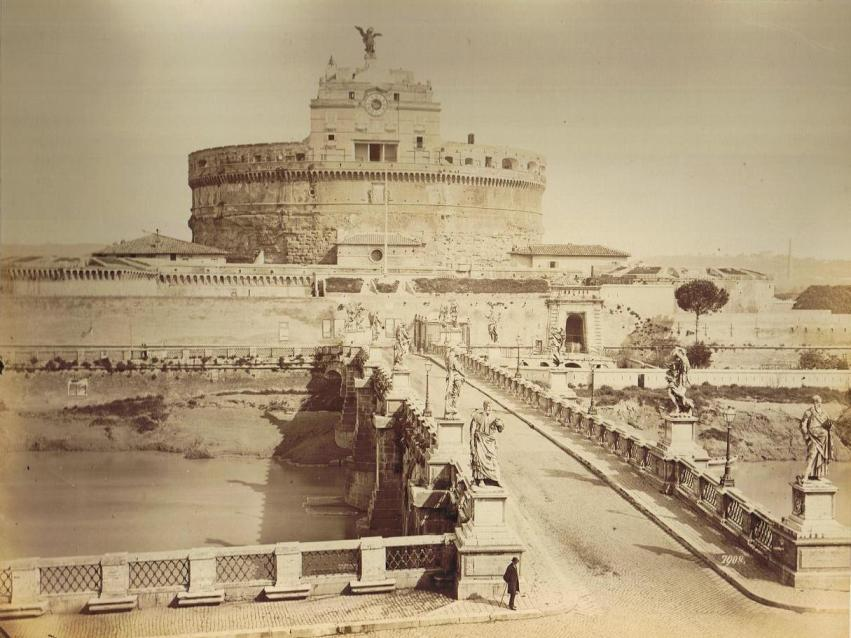
Hrad s mostem S. Angelo, Řím, 19,3x26 cm albuminový tisk, 1878
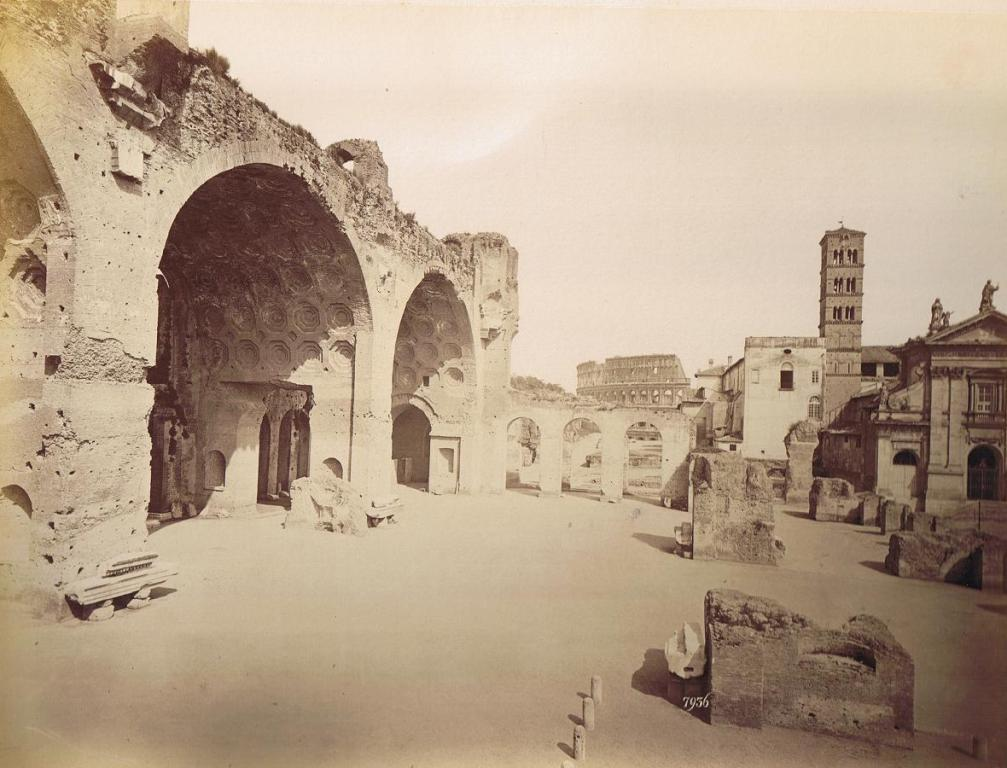
Basilica di Constantino, Řím, 19,2x25 cm, albuminový tisk, 1878
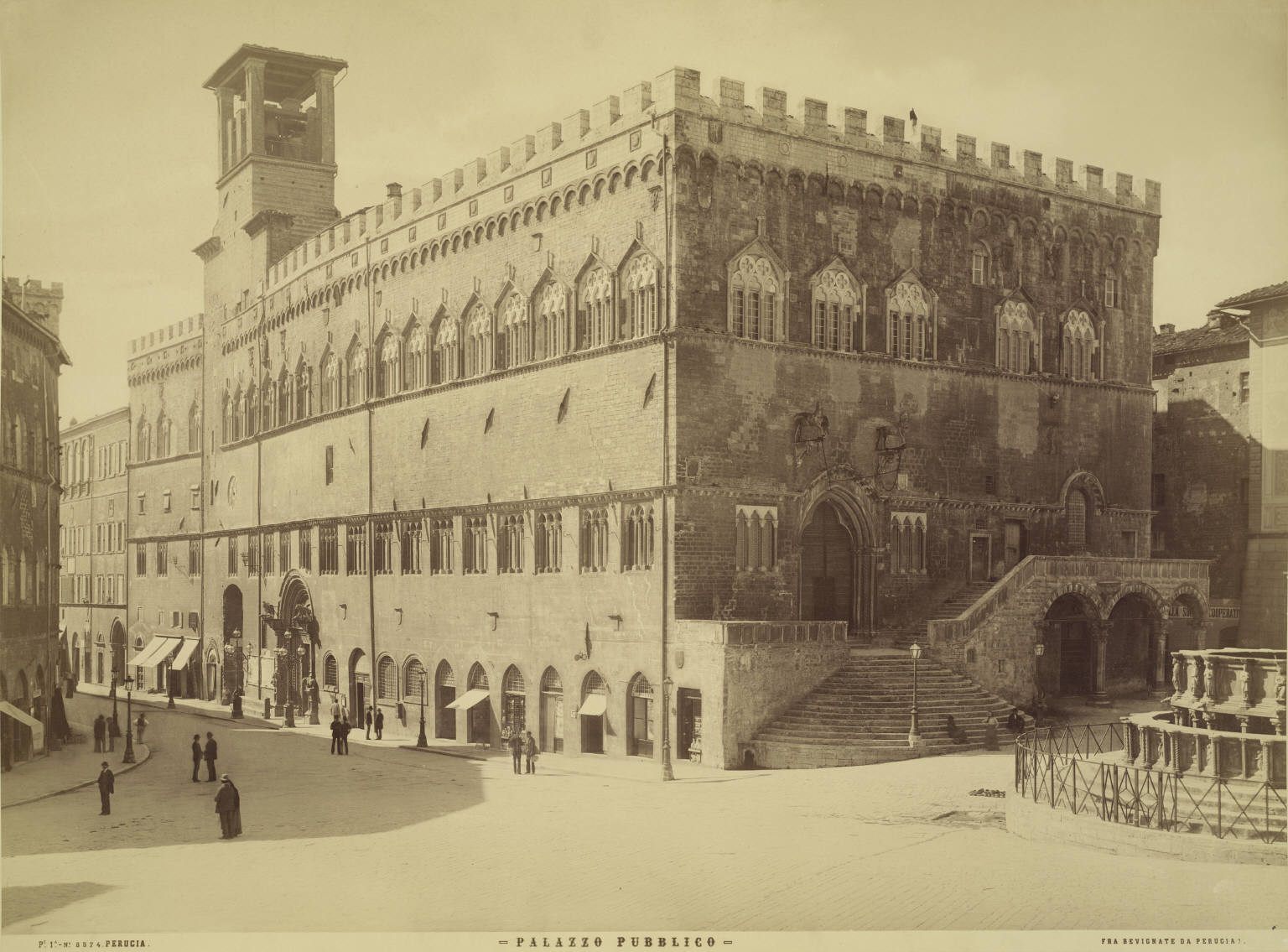
Perugia, Palazzo Pubblico, 42,8x57,7 cm, albuminový tisk
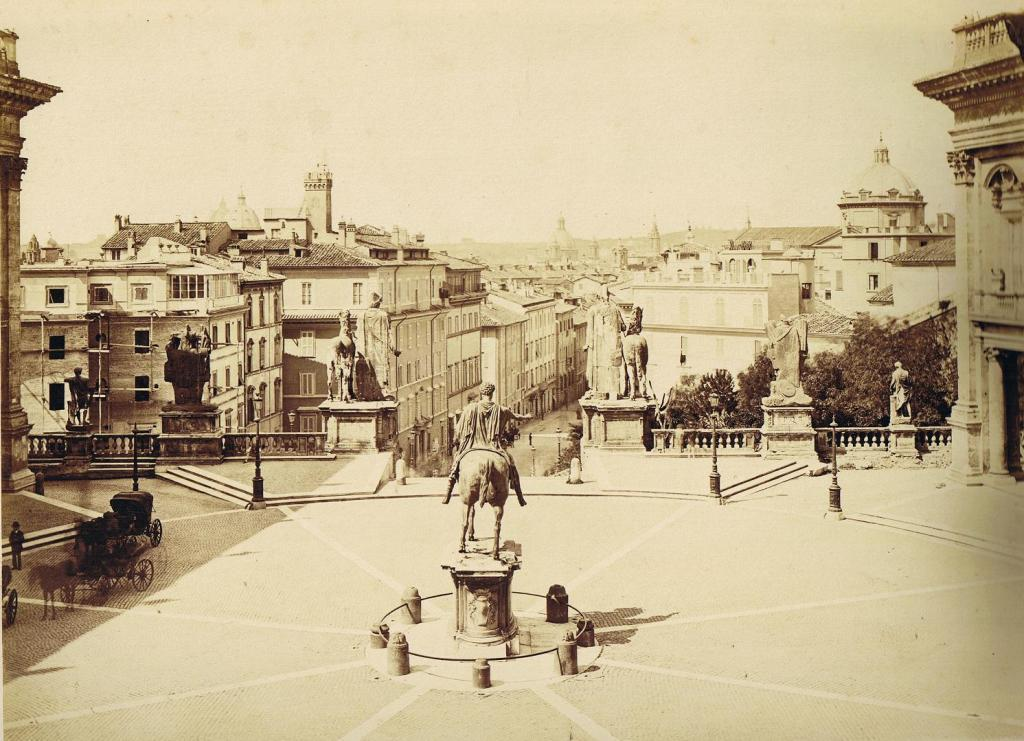
Socha Marka Aurelia, nám. Capitolino, Řím, 19 x 25 cm, albuminový tisk, 1875
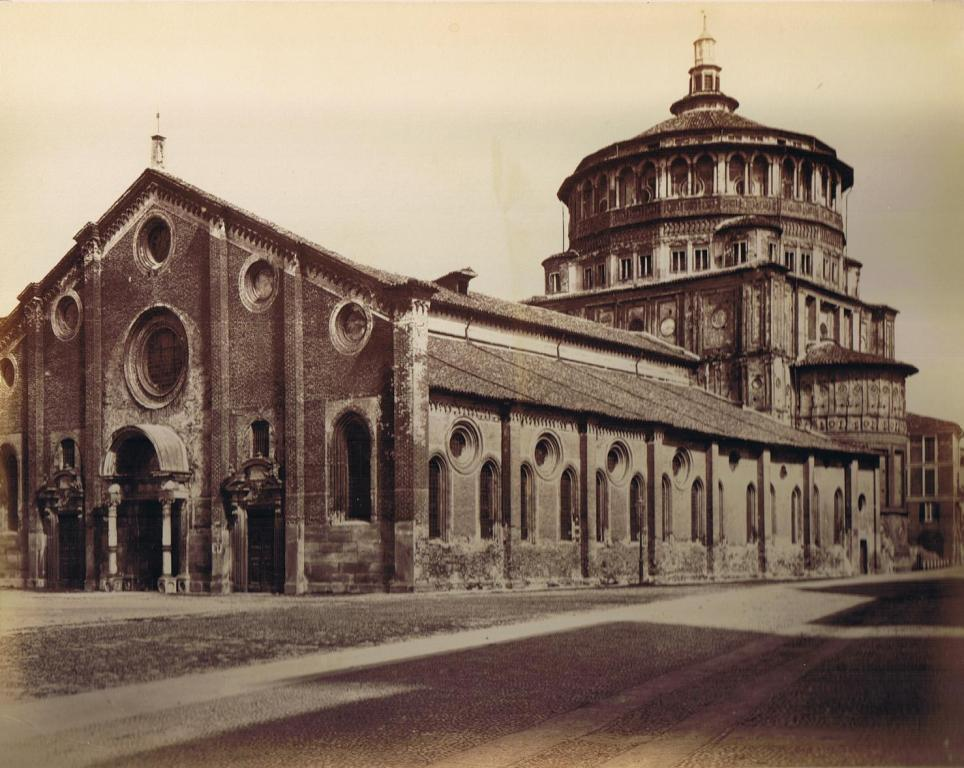
S. Maria delle Grazie, Milán, 19,7 x 25,2 cm, albuminový tisk, 1880-1890